# Matthias Goerne

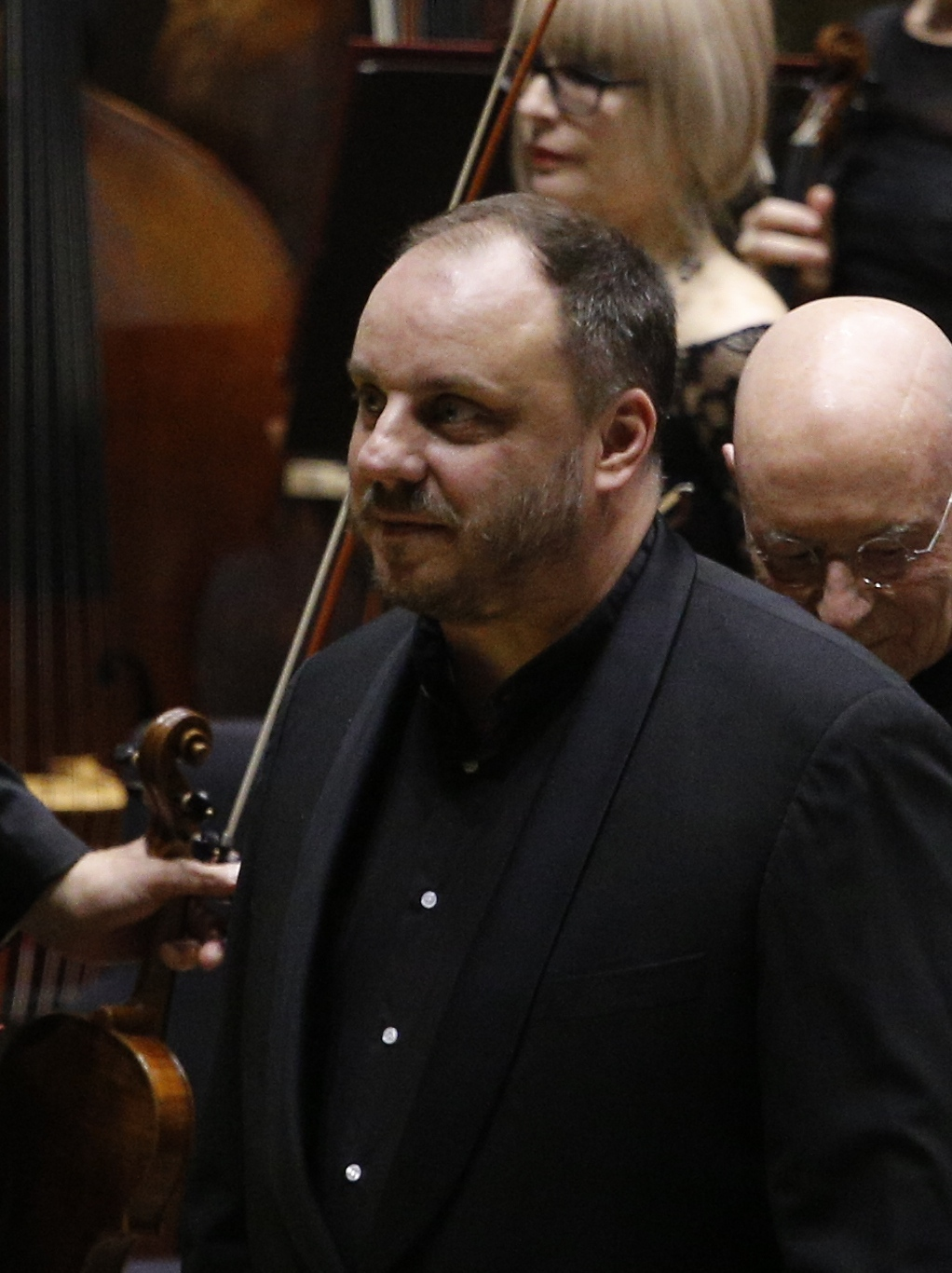
Goerne im Gewandhaus Leipzig (2015)

Matthias Goerne (* 31. März 1967 in Weimar) ist ein deutscher Lied-, Konzert- und Opernsänger (Bariton).

## Leben
Goerne wurde als Sohn des Dramaturgen und nachmaligen Dresdner Intendanten Dieter Görne geboren. Er studierte bei Hans-Joachim Beyer an der Hochschule für Musik „Felix Mendelssohn Bartholdy“ in Leipzig sowie bei Elisabeth Schwarzkopf und Dietrich Fischer-Dieskau.
Goerne gilt als Liedsänger ersten Ranges und ist regelmäßig zu Gast bei den renommierten Festivals und in den bedeutenden Konzertsälen der Welt wie der Wigmore Hall in London und der Carnegie Hall in New York.
Er arbeitet mit berühmten Orchestern zusammen (u. a. Berliner Philharmoniker, Wiener Philharmoniker, Concertgebouw-Orchester Amsterdam, Gewandhausorchester, Philharmonia Orchestra, London Philharmonic Orchestra, Los Angeles Philharmonic, New York Philharmonic, Philadelphia Orchestra, Boston Symphony, San Francisco Symphony) und mit namhaften Dirigenten (Claudio Abbado, Riccardo Chailly, Christoph Eschenbach, Christoph von Dohnányi, Bernard Haitink, Nikolaus Harnoncourt, James Levine, Lorin Maazel, Ingo Metzmacher, Seiji Ozawa, Esa-Pekka Salonen, Leonard Slatkin).
Seit seinem Operndebüt bei den Salzburger Festspielen (1997) ist er an den großen Opernbühnen der Welt zu Gast, unter anderem am Royal Opera House Covent Garden in London, am Opernhaus Zürich, an der Dresdner Semperoper und der Metropolitan Opera in New York. Das Spektrum seiner Rollen reicht vom Papageno und Wolfram, über Wotan in Wagners Ring des Nibelungen bis zu den Titelpartien in Alban Bergs Oper Wozzeck und Aribert Reimanns Lear.
Von 2001 bis 2004 lehrte er als Honorarprofessor für Liedgestaltung an der Robert Schumann Hochschule in Düsseldorf.
Goerne ist exklusiv bei Decca/Universal unter Vertrag. Zahlreiche CD-Aufnahmen, darunter Franz Schuberts Winterreise mit Alfred Brendel, dokumentieren seine künstlerische Arbeit. Für das Label Harmonia Mundi nahm Goerne zwischen 2008 und 2010 eine Serie von elf CDs mit Schubert-Liedern auf (Goerne Schubert-Edition), zuvor hat er bereits mit Graham Johnson bei dessen Schubert-Liedeinspielungen für Hyperion Records zusammengearbeitet.

## Ehrungen (Auswahl)
- Ehrenmitglied der Royal Academy of Music London.[2]